# إيدو ماتشادو
إيدو ماتشادو (26 أبريل 1990 بتشافيس في البرتغال - ) هو لاعب كرة قدم برتغالي في مركز الدفاع. شارك مع منتخب البرتغال تحت 21 سنة لكرة القدم. أما مع النوادي، فقد لعب مع نادي تونديلا ونادي فريموند ‏ ونادي تشافيس.

## روابط خارجية
- إيدو ماتشادو على موقع قاعدة بيانات كرة القدم.إي يو (الإنجليزية)
- إيدو ماتشادو على موقع Soccerway.com (الإنجليزية)
- إيدو ماتشادو على موقع AS.com (الإسبانية)